# Валгаци
Валга̀ци или Валгат (на гръцки: Καμποχώρι, Камбохори, катаревуса: Καμποχώριον, Камбохорион, до 1926 година Βαλκάση, Валкаси или Βαλκάτς, Валкац) е село в Гърция, дем Пеония, област Централна Македония.

## География
Селото е разположено на 45 m надморска височина, на 5 km южно от град Боймица (Аксиуполи), на 3 km от десния бряг на Вардар.

## История

### В Османската империя
Според статистиката на Васил Кънчов („Македония. Етнография и статистика“) в 1900 година Валгат (Валгаци) е село в Енидже-Вардарска каза със 140 жители българи.
Цялото село е под върховенството на Българската екзархия. По данни на секретаря на Екзархията Димитър Мишев („La Macédoine et sa Population Chrétienne“) в 1905 година във Валгаци (Valgatzi) има 160 българи екзархисти и работи българско училище.
Кукушкият околийски училищен инспектор Никола Хърлев пише през 1909 година:
| „ | Валгатци (Валгат), 21 /III, 1/2 ч. от Оризарци. 24 български екзархийски къщи, чифлик. Поминъкът е земеделие, бубарство и малко лозарство. Черквата няма никакви имоти. От Патриаршията отказано преди десетина години преди статуквото. Училището (бегова къща без наем) е двуетажно: доле яхър, горе само класна стая, без таван, с изподупчено дюшеме и стени, два прозореца без рамки и стъкла. | “ |

По данни на Екзархията в 1910 година Вългаци е чифлигарско село с 21 семейства, 135 жители българи и една черква.
При избухването на Балканската война в 1912 година един човек от селото е доброволец в Македоно-одринското опълчение.

### В Гърция
В 1913 година след Междусъюзническата война Валгаци попада в Гърция. От 31 български семейства към 1912 година до 1928 година в България се изселват всичките или 147 души. Боривое Милоевич пише в 1921 година („Южна Македония“), че Валгаци има 35 къщи славяни християни. През 1926 години селото е прекръстено на Камбохорион. В 1928 година селото е чисто бежанско с 65 семейства и 221 жители бежанци. Бежанците са малоазиатски гърци и малък брой понтийски семейства.
В 1947 година според статистиката на НОФ в 1947 година в селото има 30 славяноговорещи, а останалите са бежанци.
Основна забележителност на селото е църквата „Свети Георги“.
Тъй като землището се напоява добре, населението традиционно произвежда много жито, памук, бостан и тютюн.
| Година    | 1913 | 1920 | 1928 | 1940 | 1951 | 1961 | 1971 | 1981 | 1991 | 2001 | 2011 | 2021 |
| --------- | ---- | ---- | ---- | ---- | ---- | ---- | ---- | ---- | ---- | ---- | ---- | ---- |
| Население | 142  | 165  | 336  | 310  | 315  | 343  | 268  | 248  | 194  | 160  | 176  | 106  |

## Личности
Родени във Валгаци
- Ангел Трайков, български революционер, четник на Кръсто Лазаров в 1914 година[15]
- Андон Георгиев, македоно-одрински опълченец, четата на Лазар Делев, Сборна партизанска рота на МОО[16]
- Мицо Джамбазов, ръководител на местния комитет на ВМОРО, затворен в Берския затвор след Балканската война[17]